# Pseudopoda abnormis
Pseudopoda abnormis är en spindelart som beskrevs av Jäger 200. Pseudopoda abnormis ingår i släktet Pseudopoda och familjen jättekrabbspindlar. Inga underarter finns listade i Catalogue of Life.